# 신평화로
신평화로(新平和路, Sinpyeonghwa-ro)는 의정부시 장암동 장암 나들목과 연천군 청산면 청산 교차로를 잇는 경기도의 도로이다. 이전에는 공사 당시 명칭인 '장암 ~ 청산간 도로' 등으로 불렸으며, 2017년 1월 6일 기존 국도 제3호선의 의정부시 ~ 연천군 구간 도로명인 평화로를 대체하는 도로임을 감안하여 지금과 같은 명칭이 부여되었다.

## 역사
- 1999년 6월 : 자금 ~ 회천간 도로(의정부시 자일동 ~ 양주시 봉양동) 12.6 km 구간 착공[1]
- 2000년 5월 3일 : 의정부시 장암동 ~ 양주군 회천읍 봉양리 20.7 km 구간을 자동차 전용도로로 지정[2]
- 2000년 10월 : 장암 ~ 자금간 도로(의정부시 장암동 ~ 의정부시 자금동) 8.1 km 구간 착공[3]
- 2007년 3월 : 양주시 봉양동 ~ 동두천시 상패동 구간 착공
- 2008년 12월 10일 : 장암 나들목 ~ 용현 나들목(의정부시 장암동 ~ 용현동) 3 km 구간 임시 개통, 자금 나들목 ~ 고읍 나들목(의정부시 자일동 ~ 양주시 고읍동) 5 km 구간 서울방향만 임시 개통[4]
- 2009년 5월 25일 : 상패 ~ 청산간 도로(동두천시 상패동 ~ 연천군 청산면 초성리) 9.85 km 구간 착공[5]
- 2010년 3월 15일 : 자금 나들목 ~ 고읍 나들목(의정부시 자일동 ~ 양주시 고읍동) 5 km 구간 양주방향 임시 개통[6]
- 2010년 4월 2일 : 양주시 봉양동 ~ 연천군 청산면 초성리 15.1 km 구간을 자동차 전용도로로 지정[7]
- 2010년 12월 : 동두천시 상패동 ~ 연천군 청산면 구간 착공
- 2010년 12월 30일 : 회암 교차로~ 신내 교차로(양주시 회암동 ~ 봉양동) 3.9 km 구간 부분 개통[8]
- 2011년 11월 18일 : 자금 나들목 의정부 → 양주 방향 램프(의정부시 자일동) 조기 개통[9], 고읍 나들목 ~ 회암 나들목(양주시 고읍동 ~ 회암동) 4.1 km 구간 부분 개통[10]
- 2012년 4월 8일 : 고읍 나들목(양주시 고읍동) 일부 램프 개통[11]
- 2012년 7월 1일: 용현 교차로의 퇴계원 방향 진출로 개통[12]
- 2013년 9월 12일: 고읍 교차로 ~ 신내 교차로 구간 왕복 4차로 임시 개통
- 2014년 초: 신내 교차로의 명칭이 봉양 교차로로 변경
- 2014년 1월 10일 : 민락 나들목 ~ 자금 나들목(의정부시 자일동 ~ 민락동) 2.1 km 구간 서울방향 임시 개통[13]
- 2014년 4월 23일: 광사 교차로 개통
- 2014년 9월 5일 : 은현 나들목을 제외한 봉양 나들목 ~ 동두천 나들목(양주시 봉양동 ~ 동두천시 상패동) 6.2 km 구간 확장 개통[14]
- 2014년 10월 : 동두천 교차로 ~ 상패 교차로 구간 왕복 4차로 완전 개통
- 2014년 12월 30일 : 장암 나들목 ~ 봉양 나들목(의정부시 장암동 ~ 양주시 봉양동) 20.7 km 구간 임시 개통[15][16]
- 2015년 8월 7일 : 장암 나들목 ~ 자금 나들목(의정부시 장암동 ~ 자금동) 8.1 km 구간 임시 개통[17]
- 2015년 12월 21일 : 봉양 교차로 일부 램프(양주시 봉양동) 구간 개통[18]
- 2017년 1월 6일 : 2개 이상 시·군에 걸쳐 있는 도로로 신평화로를 고시[19]
- 2018년 7월 5일 : 동두천 나들목 ~ 소요산 나들목(동두천시 상패동 ~ 안흥동) 3.1 km 구간 개통[20]
- 2023년 5월 31일 : 동두천 상패 ~ 연천 청산 구간 개통[21]

## 주요 경유지
경기도
- 의정부시 (장암동 - 신곡동 - 송산동 - 자금동) - 양주시 (양주동 - 회천동 - 옥정동 - 은현면) - 동두천시 (상패동 - 소요동) - 연천군 청산면

| 개통 (2011년) | 개통 (2014년) | 개통 (2018년) | 개통 (2023년) |

## 노선
- (■): 자동차 전용도로 구간

| 이름                                              | 접속 노선                              | 소재지                           | 소재지                                                            | 비고                                                                                   |
| ------------------------------------------------- | -------------------------------------- | -------------------------------- | ----------------------------------------------------------------- | -------------------------------------------------------------------------------------- |
| 장암 나들목                                       | 동일로                                 | 의정부시                         | 장암동                                                            | 서울 방면 진출, 연천 방면 진입만 가능                                                  |
| 신곡 나들목                                       | 금신로 회룡로                          | 의정부시                         | 신곡동                                                            | 의정부 방면 진입 불가 연천 방면 진출 불가                                              |
| 신곡교                                            |                                        | 의정부시                         | 송산동                                                            |                                                                                        |
| 만가대 교차로 (용현지하차도)                      | 국도 제43호선 (송산로) (시민로) 민락로 | 의정부시                         | 송산동                                                            | 구 용현 나들목                                                                         |
| 부용교                                            |                                        | 의정부시                         | 송산동                                                            |                                                                                        |
| 부용터널                                          |                                        | 의정부시                         | 송산동                                                            | 연천 방면 연장 893m 의정부 방면 연장 746m                                              |
| 민락1교 민락2교                                   |                                        | 의정부시                         | 송산동                                                            |                                                                                        |
| 민락 교차로                                       | 민락로 민락로297번길                   | 의정부시                         | 송산동                                                            | 세종포천고속도로 민락 나들목과 간접 연결                                               |
| 민락BRT정류장                                     |                                        | 의정부시                         | 송산동                                                            | 양주시내버스 1100번, G1200번, 굿모닝버스 G1300번, 시외버스 3003번, 3005번, 3300번 정차 |
| (생태터널)                                        |                                        | 의정부시                         | 송산동                                                            | 연장 50m                                                                               |
| 자금 교차로                                       | 국도 제43호선 (호국로)                 | 의정부시                         | 자금동                                                            |                                                                                        |
| 양주터널                                          |                                        | 의정부시                         | 자금동                                                            | 연장 720m                                                                              |
| 양주터널                                          | 양주시                                 | 양주동                           |                                                                   | 연장 720m                                                                              |
| 오리교                                            | 양주시                                 | 양주동                           |                                                                   |                                                                                        |
| 광사 교차로                                       | 양주시                                 | 양주동                           | 광사로                                                            |                                                                                        |
| 광사1교 삽사교                                    | 양주시                                 | 양주동                           |                                                                   |                                                                                        |
| 고읍 교차로                                       | 양주시                                 | 양주동                           | 고덕로                                                            |                                                                                        |
| 지계1교                                           | 양주시                                 | 양주동                           |                                                                   |                                                                                        |
| 고암 교차로                                       | 양주시                                 | 회천남로                         | 회천동                                                            |                                                                                        |
| 청담천교 우산교 옥정교                            | 양주시                                 |                                  | 회천동                                                            |                                                                                        |
| 회암 교차로                                       | 양주시                                 | 국가지원지방도 제56호선 (화합로) | 옥정동                                                            | 수도권제2순환고속도로 양주 나들목과 간접 연결                                          |
| 회암천교 노촌말교 봉양교 월덕보교 내촌육교 턱골교 | 양주시                                 |                                  | 옥정동                                                            |                                                                                        |
| 회천동                                            | 양주시                                 |                                  |                                                                   |                                                                                        |
| 봉양 교차로                                       | 양주시                                 | 평화로                           | 구 신내 교차로                                                    |                                                                                        |
| 신천교                                            | 양주시                                 |                                  |                                                                   |                                                                                        |
| 은현면                                            | 양주시                                 |                                  |                                                                   |                                                                                        |
| 용암1교 용암2교                                   | 양주시                                 |                                  |                                                                   |                                                                                        |
| 소래터널                                          | 양주시                                 |                                  | 연천 방면 연장 935m 의정부 방면 연장 930m                         |                                                                                        |
| 은현 나들목                                       | 양주시                                 |                                  |                                                                   |                                                                                        |
| 은현교 하패1교 하패2교 진재교                     |                                        |                                  |                                                                   |                                                                                        |
| 상패천1교 상패천2교                               |                                        | 동두천시                         | 상패동                                                            |                                                                                        |
| 동두천 나들목                                     | 지방도 제364호선 (삼육사로)            | 동두천시                         | 상패동                                                            |                                                                                        |
| 상패천3교                                         |                                        | 동두천시                         | 상패동                                                            |                                                                                        |
| 상패터널                                          |                                        | 동두천시                         | 상패동                                                            | 연장 1,200m                                                                            |
| 상패터널                                          | 소요동                                 | 동두천시                         |                                                                   | 연장 1,200m                                                                            |
| 외안흥교                                          |                                        | 동두천시                         |                                                                   |                                                                                        |
| 안흥 교차로                                       | 국가지원지방도 제39호선 안흥로         | 동두천시                         |                                                                   |                                                                                        |
| 동안교                                            |                                        | 동두천시                         |                                                                   |                                                                                        |
| 동안터널                                          |                                        | 동두천시                         | 연장 330m                                                         |                                                                                        |
| 봉동터널                                          |                                        | 동두천시                         | 연장 260m                                                         |                                                                                        |
| 봉암교                                            |                                        | 동두천시                         |                                                                   |                                                                                        |
| 봉암터널                                          |                                        | 동두천시                         | 연장 480m                                                         |                                                                                        |
| 봉암2교 봉암3교 요골교                            |                                        | 동두천시                         |                                                                   |                                                                                        |
| 봉암 교차로                                       | 승전로                                 | 동두천시                         |                                                                   |                                                                                        |
| 신천1교                                           |                                        | 동두천시                         |                                                                   |                                                                                        |
| 마차산터널 신천2교                                |                                        | 동두천시                         | 마차산터널 의정부 방면 전용 신천2교 연천 방면 전용 터널 연장 660m |                                                                                        |
| 마차산터널 신천2교                                | 연천군                                 | 청산면                           |                                                                   |                                                                                        |
| 신천 교차로                                       | 연천군                                 | 청산면                           | 국도 제3호선 (평화로)                                             |                                                                                        |
| 청산 교차로                                       | 연천군                                 | 청산면                           | 국도 제3호선 (평화로)                                             |                                                                                        |